# Vickie Otis
Vickie Otis (Columbia Británica, 5 de mayo de 1962) es el nombre de una luchadora profesional canadiense. Se la reconoce por su nombre artístico de Princess Victoria, debutando en 1980 en World Wrestling Federation  y jubilándose a finales de 1984. Ganó torneos junto a Velvet McIntyre donde reinaron el título de WWF Women's Tag Team Championship , y participó en 1982, en All Japan Women's Pro-Wrestling .

## Biografía
Vickie Otis nació en Canadá, el 5 de mayo de 1962. Al cumplir los 17 años de edad, es entrenada por Sandy Barr para participar en torneos de World Wrestling Fedration (WWE), donde en 1980 debuta a los 18 años. Principalmente vivía en Portland, donde fue entrenada, y más tarde lucha con Velvet McIntyre quien también había sido entrenada por el mismo. Desde entonces, ambas formaron un equipo en donde más tarde derrotan a The Fabulous Moolah y Wendy Richter.
En 1982 ambas son derrotadas por The Fabulous Moolah y Wendi Richter, pero desde entonces, Vickie Otis viaja a Japón para luchar con otras profesionales y obtener el título junto a Velvet McIntyre, donde más tarde va Judy Martin, Wendy Richter y Sherri Martel.
En 1982, Otis recurre a National Wrestling Alliance, donde gana el título de NWA Pacific Northwest, bajo el promotor Don Owen. El 13 de mayo de 1983, el dúo en donde se presentaba a McIntyre y Vickie Otis, obtienen el título de Campeonato Mundial de Tag Team de la Mujer NWA.
En 1983, Otis recurre a World Wrestling Federation, donde se retiró de National Wrestling Alliance, y así fue que McIntyre formó un dúo con esta, en donde ganaron el título WWF Women's Tag Team Championship, donde derrotaron a Wendi Richer, Peggy Lee y después con Desiree Petersen. Mientras participaba en torneos individuales para el campeonato WWE Women's Championship, pero The Fabulous Moolah ya había obtenido el título nuevamente después de mucho tiempo atrás.

## Filmography
| Television | Television            | Television | Television                                    |
| Year       | Title                 | Role       | Notes                                         |
| ---------- | --------------------- | ---------- | --------------------------------------------- |
| 2019       | Dark Side of the Ring | Ella misma | Temporada 1 episodio 6: "The Fabulous Moolah" |

## Campeonatos y logros
- Cauliflower Alley Club
  - Women's Wrestling Award (2018)[1]
- National Wrestling Alliance
  - NWA Women's Tag Team Championship (2 veces) - con Velvet McIntyre (1) y Sabrina (1).
- World Wrestling Federation
  - WWF Women's Tag Team Championship (1 vez e inaugural) - con Velvet McIntyre.

## Buena técnica
- Boxeo
- Patada giratoria
- Llave de figura con las piernas
- Compactacion lateral